# خط الواترلوو والسيتي
خط الواترلوو والسيتي هو خط سكة حديد قصير في وسط لندن وهو جزء من الشبكة السريعة لوسائل نقل مترو أنفاق لندن.